# Tulipa uzbekistanica
Tulipa uzbekistanica là một loài thực vật có hoa trong họ Liliaceae. Loài này được Botschantz. & Sharipov miêu tả khoa học đầu tiên năm 1971.